# Dan Ier de Valachie
Dan Ier de Valachie (tué le 23 septembre 1386) prince de Valachie de 1383 à 1386.

## Biographie
Fils aîné de Radu Ier, il devient prince de Valachie à sa mort mais disparait dès le 23 septembre 1386 lors d'un combat contre les Bulgares du roi Ivan Shishman et après que son frère Mircea Ier l'Ancien se soit imposé l'année précédente comme corégent. Ses descendants, la famille des Dǎnești, s'opposeront pendant plus d'un siècle à ceux de son frère, la famille des Drăculești ou famille des Drăculea.
Il laisse un fils unique de son épouse Maria, une Serbe, fille de Vuk Branković, seigneur du Kosovo de Priština, Vučitrn et Zvečan.
- Dan II